# Тазова кістка

Скелет таза: 1 — крижі
2-4 — тазова кістка (2 — клубова, 3 — сіднична, 4 — лобкова, 4a — тіло лобкової кістки, 4b — верхня гілка, 4c — нижня гілка, 4d — лобковий горбок)
5 — лобковий симфіз
6 — вертлюжна западина
7 — затульний отвір
8 — куприк.
Крапками позначена межева лінія верхнього краю таза

Тазова кістка, кульшова кістка (лат. os coxae) — парна плоска кістка таза, утворена лобковою, клубовою та сідничною кістками, які зрослися в районі вертлюжної западини — глибокої ямки, що зчленовується з голівкою стегнової кістки (утворюється кульшовий суглоб).

## Сполучення між кістками таза людини
Клубова, лобкова і сіднична кістки утворюють у місцях зростання кульшову западину і затульний отвір. Кістки таза сполучаються між собою всіма видами сполучень. Зокрема, клубова, сіднична і лобкова кістки до 16 років з'єднуються синхондрозним сполученням (хрящ між тілами кісток у вертлюжній западині). Після 16 років ці кістки зростаються, тобто синхондрозне сполучення переходить у синостозне. Затульний отвір затягнутий щільною сполучною тканиною, що становить синдесмозне (від desmos — «зв'язка») сполучення — затульною мембраною (membrana obturatoria).
Клубова кістка тазової кістки з'єднується з крижовою кісткою хребта за допомогою крижово-клубового суглоба, що утворюється вушкоподібними суглобовими поверхнями обох цих кісток. Форма суглоба — плоска. Зв'язки: передні і задні крижово-клубові, міжкісткові та попереково-клубова. Рухи: ковзання в межах 6°. Фізичні тренування на гнучкість збільшують амплітуду рухів до 10°.
Лобкові кістки між собою з'єднуються лобковим симфізом. Це сполучення належить до напівсуглобів, оскільки хрящ між лобковими кістками має щілину, що збільшує вихід із таза і покращує біомеханічні властивості таза при опорі.
У тазі є ще дві самостійні зв'язки: крижово-остиста (прикріплюється до сідничної ості) і крижово-горбкова (до сідничного горба). Обидві виділяють малий і великий сідничні отвори, через які проходять нерви (зокрема, сідничний) і м'язи. Таз має статеві особливості. У жінок таз широкий і короткий, а в чоловіків — навпаки. Зокрема, відстань між сідничними горбами у жіночому тазі 11 см, а в чоловічому лише 8 см.

## Прикріплення м'язів

### М'язи живота
- Зовнішній косий м'яз живота — кріпиться до клубового гребеня.
- Внутрішній косий м'яз живота — кріпиться до гребеня лобкової кістки.
- Поперечний м'яз живота — кріпиться до лобкового гребеня і до гребеня лобкової кістки через спільний сухожилок.

### М'язи спини
- Багатороздільні м'язи — у крижовій ділянці кріпляться до присередньої поверхні задньо-верхньої клубової ості, задньої крижово-клубової зв'язки і деяких ділянок крижів.

### Сідничні м'язи
- Великий сідничний м'яз — відходить від задньої сідничної лінії на внутрішній верхній поверхні клубової кістки, від шерехатої ділянки, що включає клубовий гребінь, від фасції, що покриває малий сідничний м'яз, від крижів, куприка, м'яза-випрямляча хребта (попереково-грудна фасція), крижово-горбкової зв'язки.
- Середній сідничний м'яз — відходить від зовнішньої поверхні клубової кістки між клубовим гребенем та задньою сідничною лінією згори і передньої сідничною лінією знизу.
- Малий сідничний м'яз — відходить між передньою і нижньою сідничними лініями і від межі великої сідничної вирізки.

### Бокова обертальна група
- Грушоподібний м'яз — відходить від верхньої межі великої сідничної вирізки.
- Верхній близнюковий м'яз — відходить від зовнішньої поверхні сідничної ості.
- Внутрішній затульний м'яз — відходить від внутрішньої поверхні передньо-бокової стінки тазової кістки, де він оточує більшу частину затульного отвору, будучи прикріпленим до нижніх гілок лобкової і сідничної кісток, і збоку від внутрішньої поверхні тазової кістки нижче і за краєм входу в таз, йдучи від верхньої частини великого сідничного отвору зверху і за ним до затульного отвору знизу й спереду. Також він відходить від тазової поверхні затульної мембрани, за винятком своєї задньої частини, від сухожилкової дуги фасції таза, і почасти від затульної фасції, яка його покриває.
- Нижній близнюковий м'яз — відходить від верхньої частини сідничної горбкуватості, зразу під борозною, де кріпиться сухожилок внутрішнього затульного м'яза.
- Зовнішній затульний м'яз — відходить від краю кістки зразу навколо присереднього боку затульного отвору, від гілок лобкової кістки, і нижньої гілки сідничної, також він відходить від 2/3 присередньої частини зовнішньої поверхні атульної мембрани, і від сухожилкової дуги фасції таза.

### Сухожилля
- Довга головка двоголового м'яза стегна відходить від нижньо-внутрішньої заглибини на задній частині сідничної горбкуватості, спільним з півсухожилковим м'язом сухожилком, і від нижньої частини крижово-горбкової зв'язки.
- Півсухожилковий м'яз відходить від нижньо-присередньої заглибини на сідничній горбкуватості, спільним з довгою головкою двоголового м'яза сухожилком.
- Півперетинчастий м'яз — відходить від нижньо-присередньої заглибини на сідничній горбкуватості.

### Передня частина стегна
- Прямий м'яз стегна — відходить двома сухожилками, переднім чи прямим — від передньо-нижньої клубової ості, заднім чи вигнутим — від борозни над краєм кульшової западини.
- Кравецький м'яз — відходить сухожильними волокнами від передньо-верхньої клубової ості.

### М'язи плеча
- Найширший м'яз спини — кріпиться до клубового гребеня і в деяких місцях до хребта і ребер.